# Daniël van Pottelberghe
Daniël van Pottelberghe, né le 16 octobre 1924 à Bruges et mort le 2 juin 2006, était un footballeur belge.
Il joua au FC Bruges pendant dix saisons. Il inscrit 87 buts lors des 278 rencontres disputées pour le club. Lors de la saison 1951-1952, il inscrit 28 buts.

## Carrière
- 1945-1955 : FC Bruges

- 1955-1959 : Daring Club de Bruxelles